# Mériel
Mériel is een gemeente in het Franse departement Val-d'Oise (regio Île-de-France) en telt 4402 inwoners (2005). De plaats maakt deel uit van het arrondissement Pontoise.

## Geografie
De oppervlakte van Mériel bedraagt 5,3 km², de bevolkingsdichtheid is 830,6 inwoners per km².
De onderstaande kaart toont de ligging van Mériel met de belangrijkste infrastructuur en aangrenzende gemeenten.

## Demografie
Onderstaande figuur toont het verloop van het inwonertal (bron: INSEE-tellingen).